# 三木哲持
三木 哲持（みき てつじ、1898年8月12日 - 1984年8月17日）は、日本の経営者。倉敷紡績社長を務めた。兵庫県出身。

## 経歴・人物
1921年に神戸高等商業学校を卒業し、同年に倉敷紡績に入社した。
1951年に常務に就任し、専務、1953年12月に副社長を経て、1955年6月に社長に就任。1965年6月に会長を経て、1971年5月には相談役に就任。
1964年11月に藍綬褒章を受章し、1968年11月に勲三等旭日中綬章を受章。
1984年8月17日心不全のために死去。86歳没。